# الحمة (الصومعة)

تعديل مصدري - تعديل

الحمة هي إحدى قرى عزلة ال اليحوي بمديرية الصومعة التابعة لمحافظة البيضاء، بلغ تعداد سكانها 28 نسمة حسب تعداد اليمن لعام 2004.